# Dubračina
Dubračina je rijeka u Hrvatskoj. 
Teče Vinodolskom udolinom. Duga je 12 km. Izvire kod sela Malog Dola, na 190 m nadmorske visine. U Jadransko more ulijeva se u blizini Crikvenice. Nizvodno od Triblja teče širokom dolinom (do 1,8 km), izdubljenom u mekanim laporima. Ljeti mjestimično presuši. U rijeku se ulijeva odvodni kanal HE Nikola Tesla. Dubračina je površinski nastavak ponornice Ličanke (Fužinarka).